# Avril 1761
Cette page présente les faits marquants du mois d'avril 1761.

## Événements
- Avril : arrivée à Tobolsk du géographe français Chappe d'Auteroche lors de son voyage d’étude en Sibérie. Le 6 juin il observe le transit de Vénus[1].